# Радохинцы
Радохинцы (укр. Радохинці) — село в Шегининской сельской общине Яворовского района Львовской области Украины.
Население по переписи 2001 года составляло 559 человек. Занимает площадь 2,921 км². Почтовый индекс — 81353. Телефонный код — 3234.